# Lucia di Lammermoor
Lucia di Lammermoor è un'opera in tre atti di Gaetano Donizetti su libretto di Salvadore Cammarano, tratto da The Bride of Lammermoor (La sposa di Lammermoor) di Walter Scott. È la più famosa tra le opere serie di Donizetti.
I numeri musicali più celebri dell'opera sono il duetto nel finale della prima parte, il vibrante sestetto Chi mi frena in tal momento?, la celebre scena della pazzia di Lucia, e la cabaletta finale Tu che a Dio spiegasti l'ali, considerata uno dei più bei pezzi d'opera tenorili.
La prima assoluta ebbe luogo con grande successo al Real teatro di San Carlo di Napoli il 26 settembre 1835: nei ruoli dei protagonisti figuravano Fanny Tacchinardi (Lucia), Gilbert Duprez (Edgardo) e Domenico Cosselli (Enrico). Il compositore dopo la prima napoletana, scrisse al suo editore Ricordi:
Dopo la prima napoletana, Donizetti autorizzò numerose variazioni per le esecuzioni in altri teatri, allo scopo di venire incontro alle esigenze delle cantanti.
Particolarmente rilevante è però, l'edizione creata per la prima rappresentazione francese, a Parigi, in lingua, intitolata Lucie de Lammermoor, che presenta numerose differenze rispetto alla versione italiana.

## Cast delle prime rappresentazioni
| Personaggio                 | Interprete                                           | Interprete                                          | Interprete                                                    | Interprete                                             |
| Personaggio                 | Lucia di Lammermoor (Napoli, Teatro San Carlo, 1835) | Lucia di Lammermoor (Parigi, Thèâtre-Italien, 1837) | Lucie de Lammermoor (Parigi, Théâtre de la Renaissance, 1839) | Lucie de Lammermoor (Parigi, Théâtre de l'Opéra, 1846) |
| --------------------------- | ---------------------------------------------------- | --------------------------------------------------- | ------------------------------------------------------------- | ------------------------------------------------------ |
| Lucia (Lucie)               | Fanny Tacchinardi Persiani                           | Fanny Tacchinardi                                   | Anna Thillon                                                  | Maria Dolores Nau                                      |
| Enrico (Henry)              | Domenico Cosselli                                    | Antonio Tamburini                                   | Auguste Hurteaux                                              | Paul Barroilhet                                        |
| Edgardo (Edgard)            | Gilbert-Louis Duprez                                 | Giovanni Battista Rubini                            | Achille Ricciardi                                             | Gilbert-Louis Duprez                                   |
| Arturo Bucklaw (Arthur)     | Achille Balestracci?                                 |                                                     | Gibert                                                        | Paulin                                                 |
| Raimondo Bidebent (Raimond) | Carlo Ottolini Porto                                 |                                                     | Zelger                                                        | Bremond                                                |
| Alisa                       | Teresa Zappucci                                      |                                                     | - -                                                           | - -                                                    |
| Normanno (Gilbert)          | Anafesto Rossi                                       |                                                     | Joseph Kelm                                                   | Chenet                                                 |

## Trama

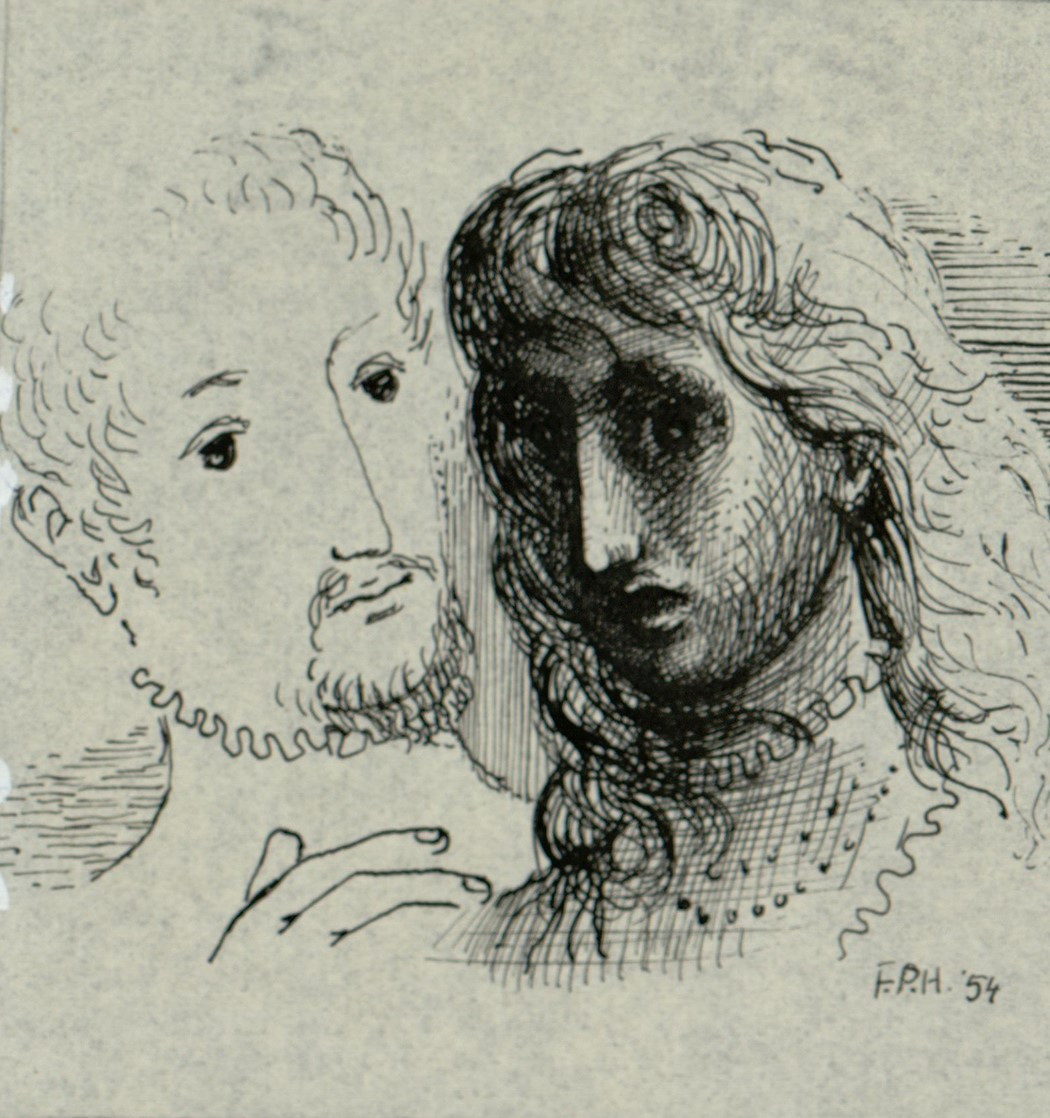
Disegno per copertina di libretto, disegno per Lucia di Lammermoor (1954). Archivio Storico Ricordi

L'azione si svolge in Scozia, agli inizi del XVIII secolo, nel castello di Ravenswood.

### Antefatto
La nobile famiglia Ashton, alla quale appartengono i fratelli Enrico e Lucia, ha usurpato i beni e il castello della famiglia Ravenswood, il cui unico erede è Edgardo. Edgardo e Lucia si amano segretamente.

### Parte prima (La partenza)
Atto unico, quadro primo - Durante una battuta di caccia, Lord Enrico Ashton viene a sapere (da Normanno) dell'amore di Lucia per l'odiato Edgardo e giura di ostacolarlo con ogni mezzo.
Atto unico, quadro secondo - Nel parco del castello, Lucia attende Edgardo e racconta ad Alisa, sua dama di compagnia, l'antica lugubre storia di un Ravenswood che in quello stesso luogo uccise per gelosia la propria amata il cui fantasma, da quel giorno, si aggira inquieto presso la fontana. Lucia le confessa di avere visto ella stessa il fantasma (Regnava nel silenzio). Alisa interpreta il racconto come un cattivo presagio e mette in guardia Lucia dal rischio di subire la stessa sorte.
Edgardo annuncia a Lucia di dovere partire per difendere le sorti della Scozia. Ma prima intende stendere la mano in segno di pace al fratello di lei, Enrico, chiedendola in sposa. Lucia, consapevole dell'odio serbato dal proprio fratello nei confronti di Edgardo, chiede a quest'ultimo di attendere ancora. Edgardo e Lucia si scambiano gli anelli nuziali e si congedano giurandosi amore e fedeltà eterni (Verranno a te sull'aure).

### Parte seconda (Il contratto nuziale)
Atto primo, quadro primo - Le lotte politiche che sconvolgono la Scozia indeboliscono il partito degli Ashton e avvantaggiano quello di Edgardo. Enrico, per riequilibrare le sorti della contesa e salvare la sua casata, impone alla sorella di sposare un uomo ricco e potente, Lord Arturo Bucklaw. Al rifiuto della fanciulla, che non ha mai ricevuto lettere di Edgardo poiché le stesse sono state intercettate e occultate da Enrico e da Normanno (armigero della casata Ravenswood), egli le dice che Edgardo ha giurato fede di sposo a un'altra donna, offrendole quale prova una falsa lettera, e con l'aiuto di Raimondo, direttore spirituale della ragazza, la convince ad accettare le nozze con Arturo.
Atto primo, quadro secondo - Arturo attende trepidante la promessa sposa all'altare. Lucia, sconvolta, firma il contratto nuziale, ma la cerimonia è sconvolta dall'inattesa irruzione di Edgardo (Chi mi frena in tal momento). Alla vista del contratto nuziale firmato da Lucia il giovane maledice l'amata e calpesta l'anello che lei gli aveva regalato. Lucia, impietrita dalla disperazione, gli ridà il suo.
Atto secondo, quadro primo - Enrico ed Edgardo si incontrano presso la torre di Wolferag e decidono di porre fine a ogni discordia con un duello, che viene fissato per il giorno dopo all'alba.
Atto secondo, quadro secondo - Al castello, la lieta festa nuziale viene interrotta da Raimondo, che tremante comunica agli invitati la notizia che Lucia, impazzita dal dolore, ha ucciso Arturo durante la prima notte di nozze (Dalle stanze ove Lucia). Lucia, fuori di sé, compare tra gli invitati con un pugnale tra le mani e gli abiti insanguinati. Ella crede di vedere Edgardo, immagina le sue nozze tanto desiderate con lui e lo invoca. Mentre il coro la compiange, entra Enrico, che saputo del misfatto, fa per uccidere la sorella, ma Raimondo e Alisa lo fermano, mostrandogli le condizioni in cui versa la fanciulla. Lucia si scuote: crede di avere sentito Edgardo ripudiarla e gettare a terra l'anello che si erano scambiati. Lucia non regge al dolore, e muore nello sconcerto generale. Enrico fa portare via Lucia, mentre Raimondo accusa Normanno, il capo degli armigeri, di essere il responsabile della tragedia.
Atto secondo, quadro terzo - Giunto all'alba tra le tombe dei Ravenswood per battersi in duello con Enrico, Edgardo medita di farsi uccidere. D'improvviso è turbato dall'arrivo di una processione proveniente dal castello dei Lammermoor, piangendo la sorte di Lucia. La campana a morto annuncia la morte della ragazza. Edgardo, che non può vivere senza di lei, si trafigge con un pugnale (Tu che a Dio spiegasti l'ali).

## Organico orchestrale

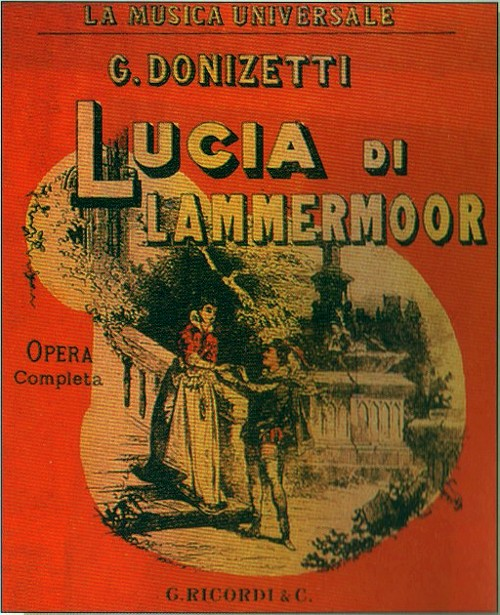
Una copertina di G. Prina per la G. Ricordi & C. - XIX secolo

La partitura di Donizetti prevede l'uso di:
- ottavino, 2 flauti, 2 oboi, 2 clarinetti, 2 fagotti
- 4 corni, 2 trombe, 3 tromboni, cimbasso
- timpani, grancassa e piatti, tamburo, triangolo, campana; nel manoscritto dell'opera anche l'armonica a bicchieri.
- arpa (mancante nella versione francese)
- archi: violini primi, violini secondi, viole, violoncelli, contrabbassi
- banda sul palco

## Numeri musicali

### Parte prima - La partenza

#### Atto unico
- 1 Preludio e coro d'introduzione Percorrete le spiagge vicine
- 2 Scena e cavatina Cruda, funesta smania
- 3 Scena e cavatina Regnava nel silenzio
- 4 Scena e duetto - Finale I Sulla tomba che rinserra

### Parte seconda - Il contratto nuziale

#### Atto primo
- 5 Scena Lucia fra poco a te verrà
- 6 Duetto Il pallor funesto, orrendo
- 7 Scena e aria Ah cedi, cedi
- 8 Finale II - Coro e cavatina Per poco fra le tenebre
- 9 Scena e quartetto nel Finale II Chi raffrena il mio furore
- 10 Seguito e stretta del Finale II T'allontana, sciagurato

#### Atto secondo
- 11 Uragano, scena e duetto Asthon! Sì
- 12 Coro D'immenso giubilo
- 13 Gran scena con cori Cessi, ah cessi quel contento...Dalle stanze ove Lucia
- 14 Scena ed aria Ardon gl'incensi
- 15 Aria e Finale Fra poco a me ricovero

## I precedenti
La pubblicazione in italiano del romanzo di Walter Scott avviene nel 1824 a Milano per i tipi dell'editore Vincenzo Ferrario, con la traduzione di Gaetano Barbieri. I melodrammi sull'argomento che in un breve volgere di anni precedono la Lucia di Donizetti sono cinque (ma i libretti sono solo quattro, perché uno è musicato due volte da compositori diversi), ed esattamente:
- Le nozze di Lammermoor di Michele Carafa su libretto di Luigi Balocchi[15] (Parigi, Théâtre italien, 27 dicembre 1829)[16]. Di quest'opera si è conservato il libretto, e la musica quasi interamente;
- La fidanzata di Lammermoor composta da Luigi Rieschi su libretto di Calisto Bassi[17], rappresentata al Teatro grande di Trieste nell'autunno 1831. Il nome della protagonista è Ida. Di quest'opera la musica risulta attualmente perduta[18];
- Bruden fra Lammermoor di Ivar Frederick Bredal su libretto in danese di Hans Christian Andersen. Quest'opera, composta nel 1832, ovviamente rimase estranea all'ambiente italiano[19];
- Ida di Giuseppe Bornaccini, sul medesimo libretto di Calisto Bassi già musicato da Luigi Rieschi. L'opera debuttò al Teatro Apollo di Venezia il 26 ottobre 1833. Anche in questo caso la musica non è attualmente conosciuta[18];
- La fidanzata di Lammermoor, musica di Alberto Mazzuccato su libretto di Pietro Beltrame[20][21], Teatro novissimo di Padova, Quaresima 1834. La musica al momento risulta perduta, a parte una riduzione per canto e pianoforte edita da Ricordi del quartetto dell'Atto I, Appena il vidi[19].

## La commissione e la realizzazione dell'opera
Risale esattamente al 9 novembre del 1834 la firma del contratto con cui Donizetti si impegnava a comporre un'opera che debuttasse nel luglio dell'anno successivo al teatro San Carlo. Il compenso pattuito era di 2500 ducati. L'art. 7 del documento era categorico nel garantire il compositore: stabiliva che la Commissione reale che gestiva i teatri fosse obbligata a fornirgli “il libretto approvato dalle autorità almeno 4 mesi dalla messa in scena”.
Nel mese di maggio, pur avendo ottenuto il visto della censura, la Commissione non aveva ancora individuato il librettista. Per sbloccare questa situazione in cui, paradossalmente, era lui stesso a essere accusato di ritardi, fu necessario che Donizetti scrivesse una lettera datata 29 maggio 1835, in cui evidenziò la condizione d'inadempienza della controparte e sollecitò l'approvazione definitiva come librettista di Salvatore Cammarano, dichiarando inoltre che allo stato corrente delle cose non avrebbe di certo potuto consegnare il manoscritto prima della fine di agosto. In realtà la composizione - avvenuta per la maggior parte a Napoli nella ancor oggi esistente villa De Majo, nell'attuale rione Arenella, procedette con la massima velocità, e l'autografo porta sulla pagina finale la data del 6 luglio 1835: dunque per scrivere Lucia Donizetti impiegò meno di sei settimane. La cattiva gestione del teatro San Carlo, e la serie di contrattempi che ne derivarono, contribuirono infine a fare slittare la data del debutto fino alla sera del 26 settembre 1835.

## La fortuna
La fortuna della Lucia di Lammermoor, dai tempi del debutto trionfale a Napoli nel 1835, non ha mai conosciuto appannamenti presso il pubblico. Delle oltre settanta opere di Donizetti, solo quattro non uscirono mai dal repertorio dopo la sua morte: in primo luogo la Lucia di Lammermoor, appunto, poi L'elisir d'amore, il Don Pasquale, e infine La favorita (nella versione italiana). Perché anche le altre avessero una possibilità di essere eseguite bisognò invece aspettare la cosiddetta “Donizetti-Renaissance”, innescata dalle celebrazioni del compositore bergamasco nel primo centenario della morte, nel 1948. L'immediato successo napoletano di Lucia fu confermato dalle riprese acclamatissime che subito si ebbero in tutta Italia, a Genova (Carlo Felice, 1836), Vicenza, Milano (Teatro Re, 1837), Venezia (Teatro Apollo), Trieste (Teatro Grande), Bologna (Teatro Comunale), Parma (Teatro Regio). Al trionfale debutto parigino sia in lingua italiana, sia nella versione francese, fece seguito nel 1838 il debutto dell'opera a Londra e nel 1839 quello alla Scala di Milano.
Solo poche voci non si unirono al coro di lodi, tutte di principio e confinate alla critica: in occasione del debutto londinese Henry Fothergill Chorley sull'“Atheneum” parlò di “tradimento” del romanzo di Walter Scott e – fermo restando un marcato apprezzamento per la musica – negli anni a cavallo tra il 1870 e il 1930 Lucia fu talvolta parzialmente penalizzata da una musicologia che guardava con molto meno favore del passato alla produzione melodrammatica.
Due fondamentali volumi spazzarono via pure queste riserve: quello di Gianandrea Gavazzeni del 1937, e quello di Guglielmo Barblan del 1948. Da allora, come sostiene Celletti, niente ha più impedito di ricorrere alla definizione di "capolavoro".

## L'articolazione in atti del libretto e dell'autografo

Bozzetto di Francesco Bagnara per l'atto III, scena III (circa 1844)

Salvatore Cammarano scelse di suddividere il libretto in due parti, La partenza e Il contratto nuziale, la seconda delle quali suddivisa a sua volta in altre due. Nell'autografo Gaetano Donizetti fece invece corrispondere la prima parte dell'opera al primo atto - La partenza - e altre due sezioni della seconda parte a due atti successivi: in conclusione, la suddivisione è quella tipica in tre atti.
L'edizione Ricordi ricalca la divisione del libretto, mentre l'edizione critica, a cura di Gabriele Dotto e Roger Parker, sceglie di seguire la divisione in tre atti come attestato nel manoscritto autografo, conservato a Bergamo nella Civica Biblioteca Angelo Mai.

## Sostituzioni di arie
L'opera segnata dal successo più duraturo in tutta la produzione donizettiana ha subito con il tempo varianti adottate in seguito dalla tradizione.
Durante la stagione del Carnevale del 1837 al teatro Apollo di Venezia, Fanny Tacchinardi Persiani sostituì la cavatina Regnava nel silenzio con l'aria Perché non ho del vento, che Donizetti aveva scritto per lei nella Rosmonda d'Inghilterra (1834). La primadonna - come pure altre, che seguirono il suo esempio - preferirono introdurre l'eroina in tal modo, tanto che il compositore nella versione francese Lucie de Lammermoor inserì fin dall'inizio tale aria, ovviamente tradotta, Que n'avons nous des ailes.
Nei primi anni di vita di Lucia di Lammermoor (1836-1837) la scena della pazzia venne sostituita in alcuni allestimenti con il Rondò finale della Fausta.

## Tagli di tradizione
Due sono le pagine più comunemente tagliate nelle esecuzioni correnti dell'opera: nella Parte seconda, l'aria di Raimondo nella scena terza dell'atto primo; e ancora nella Parte seconda la scena prima dell'atto secondo, la cosiddetta scena della torre di Wolferag, il duetto tra Enrico ed Edgardo.

## I ruoli vocali e i trasporti
Il terzetto di ruoli vocali soprano, tenore, baritono, che forma la tipica costellazione del melodramma ottocentesco, è alla base pure di quest'opera.
Il punto di partenza di Donizetti per la vocalità della protagonista è il belcanto rossiniano, mentre per le vocalità maschili è adottato un canto spiegato.
Lucia incarna pienamente il significato che la voce di soprano ha avuto nel melodramma romantico: è innanzitutto la giovane di cui il tenore è innamorato ed è al centro della vicenda. Donizetti le conferisce una scrittura mista: da un lato ci sono gli slanci drammatici d'una vocalità spianata e sillabica, dall'altro c'è lo sfogo di una vocalità melismatica e virtuosistica. Le colorature di Lucia sono tutte mirate a esaltare la sua gentilezza, la grazia e il suo candore, ma anche a sottolineare la fragilità della sua indole, esprimendo il distacco dal mondo concreto, sensibile e reale, attraverso l'esibizione continua di gorgheggi in alta tessitura, volate e volatine, trilli, note ribattute e picchettati.
La vocalità di Lucia è racchiusa nella locuzione moderna di soprano drammatico d'agilità e non di lirico leggero o di coloratura.
Le parti salienti del ruolo di Lucia nell'edizione Ricordi prevedono dei trasporti rispetto all'autografo di Donizetti, e così sono eseguite sulle scene. Le parti interessate sono:
- la scena e cavatina nº 3 e cabaletta nell'autografo rispettivamente in Mib maggiore e Lab maggiore, nell'ed. Ricordi trasportata in Re maggiore e Sol maggiore;
- il duetto con Enrico nº 6, nell'autografo in La maggiore, nell'ed. Ricordi trasportato in Sol maggiore;
- la "scena della pazzia" nº 14, nell'autografo in Fa maggiore, nell'ed. Ricordi trasportata in Mib maggiore.

Esistono fonti che testimoniano come, in qualche caso, la responsabilità di questi trasporti sia da ascrivere a Donizetti stesso seppure, in altre circostanze, è documentato come egli abbia riportato quegli stessi passi alla tonalità originaria quando possibile: a questo proposito è bene notare che i trasporti - pur rendendo in molti casi meno pericolosa la performance dei cantanti, incidono non poco sull'equilibrio tonale complessivo dell'opera, perché costringono a cambiare le modulazioni di raccordo all'aria e alterano pure le tonalità dei temi ascoltati in precedenza che, in un'aria trasportata, sono riproposti per ragioni drammaturgiche.
La scrittura vocale di Edgardo si divide tra accenti intrepidi e drammatici e un lirismo intenso. Egli pertanto possiede la vocalità del tenore di grazia, dalla voce soave e struggente, penetrante e luminosa nell'acuto che dona al pubblico singolare dolcezza ed etereo abbandono, divenendo il ritratto dell'eroe romantico maschile.
Secondo Ashbrook, il ruolo di Edgardo fu il primo in cui debuttò un tenore nel senso moderno del termine, poiché in quegli anni spariva la consuetudine dei tenori di usare il falsetto nel registro medio-acuto e fu proprio Duprez a utilizzare per primo - con un duro esercizio - il registro di petto anche per gli acuti. Duprez abbandonò dunque nel corso della sua carriera le maniere del tenore contraltino - cui egli stesso aveva esordito e ancora si piegava, come si evince leggendo la parte scritta per lui nella Parisina (1833) dello stesso Donizetti, in tessitura molto acuta. Tuttavia nella parte di Edgardo permane un Mib sovracuto, nella cadenza appena prima della coda di Verranno a te sull'aure: oggi questo passo si canta comunemente all'ottava inferiore. Esiste anche un'altra nota acuta, un Do diesis all'inizio di Tu che a Dio spiegasti l'ali, proposto come variante e di cui si ignora l'autore, anche se Ashbrook avanza l'ipotesi che si debba a Enrico Tamberlik, un tenore noto per la potenza dell'acuto inserito in quel punto esatto.
Enrico, come tutti i baritoni del melodramma romantico, è l'antagonista dell'amoroso e rappresenta la longa mano della malvagità insieme alle deformazioni che l'esperienza della vita apporta all'uomo: scaltrezza, opportunismo e cinismo. Tutte caratteristiche riportate nel suo canto.
Al terzetto romantico si aggiungono:
- Raimondo, vocalità di basso, simbolo della saggezza, in quanto ministro di Dio incarna nella sua persona la sacralità del ruolo, e come confidente di Lucia opera da pacificatore degli animi, prodigandosi a favore del mantenimento degli equilibri sociali;
- Normanno, aiutante di Enrico, tenore;
- Alisa, damigella di Lucia, figura matura incarnata dalla vocalità di mezzosoprano[39];
- Arturo e la sua cavatina “Per poco fra le tenebre” incarnano l'ultima apparizione del tenorino amoroso del melodramma[47].

## La "scena della pazzia"
La scena della pazzia è la seconda Scena e aria della protagonista, ed è seguita dalla Scena e aria di Edgardo che conclude l'opera.
Si tratta probabilmente della più celebre scena di pazzia della storia dell'opera, nota soprattutto nella versione modificata dai soprani dell'epoca, con l'aggiunta di una lunga cadenza con il flauto.
Nel libretto corrisponde alle scene V-VII della parte seconda, atto secondo. Nella partitura al numero 14.
La sua struttura è:
- Scena (recitativo): Eccola! [...] Il dolce suono / Mi colpì di sua voce
- Cantabile: Ardon gl'incensi [...] Alfin son tua
- Tempo di mezzo: S'avanza Enrico
- Cabaletta: Spargi d'amaro pianto

## La versione con la glassarmonica

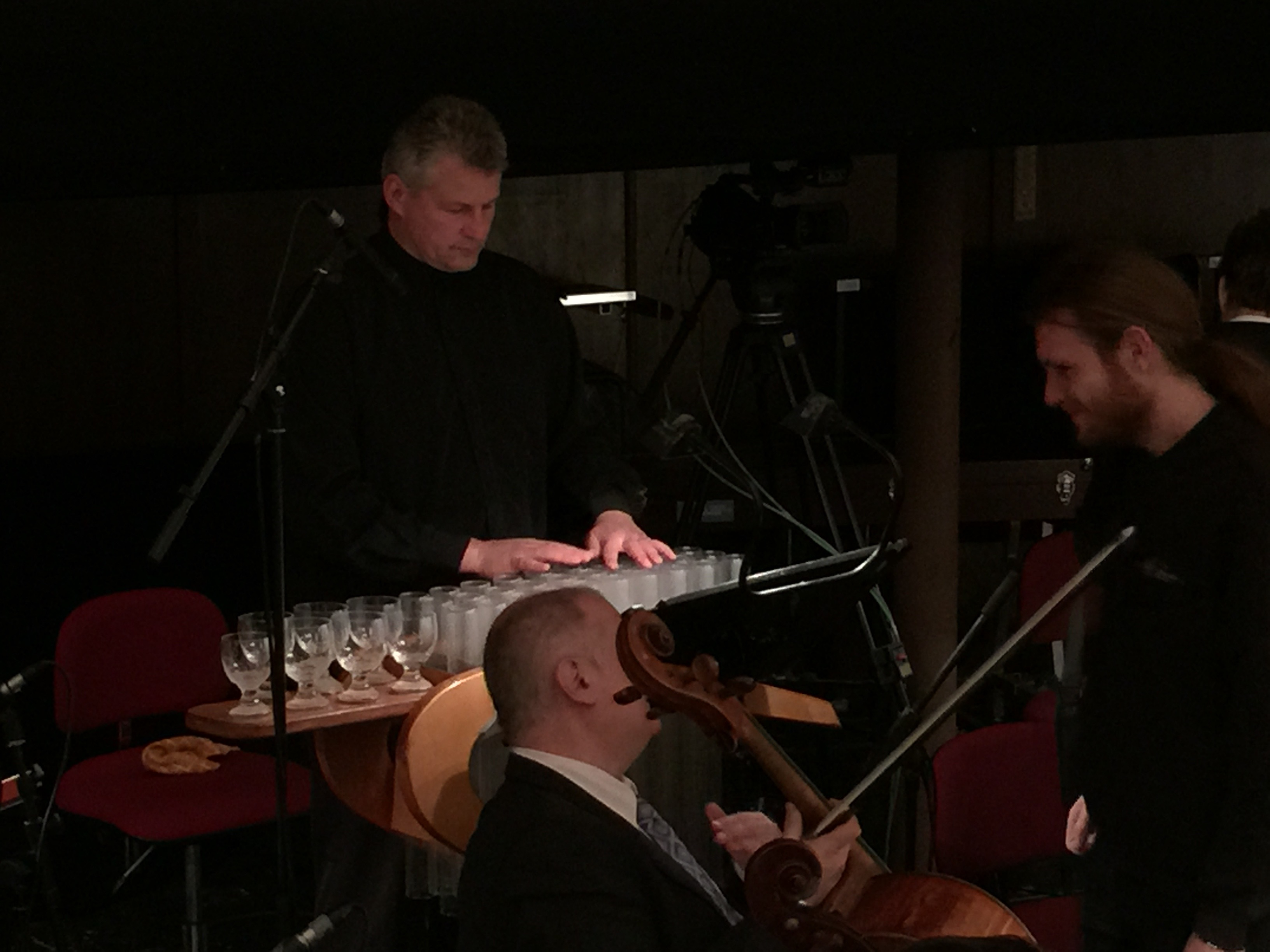
Il glassarmonicista Sascha Heckert prova la sua glassarmonica al Teatro dell'Opera di Roma, durante l'intervallo della Lucia di Lammermoor (aprile 2015).

Nella scena più famosa, quella della pazzia, Donizetti prevede nell'autografo un uso straordinario della glassarmonica, o armonica a bicchieri: Donizetti stesso redasse l'intera parte, integrando abilmente il suo timbro particolare con l'orchestra sinfonica. Tuttavia, circostanze pratiche lo costrinsero a rinunciare a questa soluzione e a riscrivere la partitura, sostituendo la glassarmonica con il flauto.
La parte, infatti, era stata scritta per un esecutore ben preciso, Domenico Pezzi, che arrivò a eseguirla con l'orchestra durante le prove della scena con la Tacchinardi. Il musicista, però, lasciò il Teatro di San Carlo a causa di dissidi intercorsi con la direzione (Pezzi citò precedentemente in giudizio il San Carlo per la mancata retribuzione delle sue prestazioni professionali in un balletto intitolato Amore e Psiche, eseguito per la prima volta il 30 maggio 1835; nel corso delle 26 rappresentazioni, a un certo punto, il teatro sostituì con il flauto gli interventi di glassarmonica). In virtù di quanto accaduto, probabilmente fu chiesto a Donizetti di evitare definitivamente Pezzi. Non essendoci, dunque, disponibilità di validi solisti di quello strumento, Donizetti fu costretto a riscrivere la parte per flauto. Per tutto l'Ottocento la parte per glassamornica non fu mai menzionata. Soltanto nel 1941, con la pubblicazione dell'autografo di Lucia in facsimile, la circostanza tornò a essere risaputa. Il flauto fu lo strumento più idoneo alla sostituzione e fu scelto per il suo timbro cristallino, anche se non coincidente con l'idea originale.
Alcuni critici esaltano la peculiarità del suono della glassarmonica, perché lo strumento è capace di evocare le angosce generate dal senso di vulnerabilità della donna, connotando grazie al timbro tremolante stati di alterazione mentale. Come mostra Heather Hadlock, il suono della glassarmonica è associato a un pensiero di pazzia e di alienazione proveniente «dai tabù erotici della cosiddetta società sana e normale». Lo strumento era stato utilizzato già in un'altra opera di Donizetti, Il castello di Kenilworth, e anche in quel caso la sonorità della glassarmonica è associata a un personaggio femminile vittima dell'ingiustizia. Nell'autografo la parte per glassarmonica è definita nei minimi dettagli. Quando la si elimina e la sua parte passa al flauto, si perdono gli incantevoli duetti tra il flauto stesso e glassarmonica. A partire dal 1970 la scena di pazzia di Lucia è stata più volte eseguita nella versione originale, anche se sorge il dubbio che utilizzare uno strumento che lo stesso Donizetti ha poi sostituito con il flauto possa essere non del tutto corretto.

## La grande cadenza di tradizione con il flauto
Come è noto, Donizetti scelse il flauto come unico sostituto possibile della glassarmonica, o armonica a bicchieri, lo strumento originariamente protagonista della famosa scena di pazzia.
L'utilizzo di uno strumento solista risulta avere una funzione ben definita: segnala l'esistenza di un preciso “oggetto di pensiero”, conferisce concretezza, attraverso il suono, ai pensieri del personaggio, sottolineando, in una stessa unità temporale, la distanza tra realtà e pensiero, elemento caratterizzante il delirio di Lucia.
Prima dell'introduzione della versione con il flauto, avvenuta nel 1889, in occasione della rappresentazione di Lucia di Lammermoor all'Opéra Garnier, con Nellie Melba nel ruolo di Lucia, la cadenza era eseguita rispettando la prassi dell'epoca, ovvero con un unico respiro dalla sola voce, senza particolari difficoltà tecniche né virtuosismi.
Nel XX secolo, grazie a soprani come Maria Callas e Luisa Tetrazzini, la grande cadenza per flauto è diventata di tradizione, portando l'immaginario collettivo a pensare che fosse stata scritta dal compositore stesso.
Nel corso di molti decenni la musicologia ha avanzato ipotesi sull'origine della cadenza. Guglielmo Barblan e poi William Ashbrook ipotizzarono che la cadenza del flauto obbligato nella scena della pazzia fosse stata introdotta da Teresa Brambilla, la prima Gilda del Rigoletto verdiano. Solo grazie alla ricerca della Pugliese si è potuto stabilire con certezza la data e la paternità della grande cadenza con il flauto.
Pare che nel ritardare l'introduzione della grande cadenza con flauto obbligato così come la conosciamo oggi abbiano giocato un ruolo fondamentale i periodici e i quotidiani del tempo, secondo i quali la pazzia di Lucia non poteva oscurare il topos del suicidio dell'uomo innamorato che concludeva l'opera.
Tuttavia è errato pensare che questo sia il motivo per il quale Donizetti nel manoscritto autografo abbia scritto un semplice arpeggio sulla settima di dominante.
Il compositore, infatti, ha soltanto voluto fornire all'interprete – seguendo peraltro una prassi del tutto corrente in quell'epoca – un canovaccio tonale in base al quale improvvisare nella discesa verso la tonalità di Fa maggiore.
Gli studi e la ripresa dei manoscritti presso l'Opéra Garnier dimostrano che la cadenza con il flauto, il point d'orgue del ruolo di Lucia e dell'intera opera, fu scrupolosamente annotata e inserita proprio nel 1889, in occasione del debutto di Nellie Melba nel ruolo, nel quale la cantante australiana raggiunse una perfezione unica.
Dopo tale successo - assicurato da dieci settimane di prove - Mathilde Marchesi, insegnante della Melba, inserì in una sua raccolta tre versioni della cadenza: una identica a quella cantata dalla Melba all'Opéra Garnier, e ciò fa pensare che sia stata proprio lei a scriverla per la sua allieva; una identificata come variazione della prima; una caratterizzata dall'inserimento di una citazione di Verranno a te sull'aure eseguita dal flauto.
Con questa grande cadenza con il flauto si capovolge il rapporto barocco tra la voce e lo strumento: non più la voce come imitazione esornativa dello strumento, ma lo strumento come imitazione espressiva della voce.

## Il libretto di Salvatore Cammarano e i cambiamenti al testo di Donizetti
Nella stesura del libretto di Lucia di Lammermoor, Salvatore Cammarano dimostrò un talento drammatico notevole. Gli storici della musica gli riconoscono una grande capacità di sintetizzare in poche righe lo stato d'animo dei personaggi, e la descrizione dei momenti salienti della storia. Nella prima metà del XIX secolo il poeta – definizione che allora indicava il librettista – doveva tenere conto delle convenzioni di forme musicali cui adattare la struttura metrica e le rime, che il compositore poteva di suo pieno diritto modificare; lavoro in cui Cammarano riuscì magistralmente, creando un libretto efficace, concentrato, dotato di chiare motivazioni dei fatti, sfrondato di personaggi inutili, ben focalizzato sulle scene cruciali.

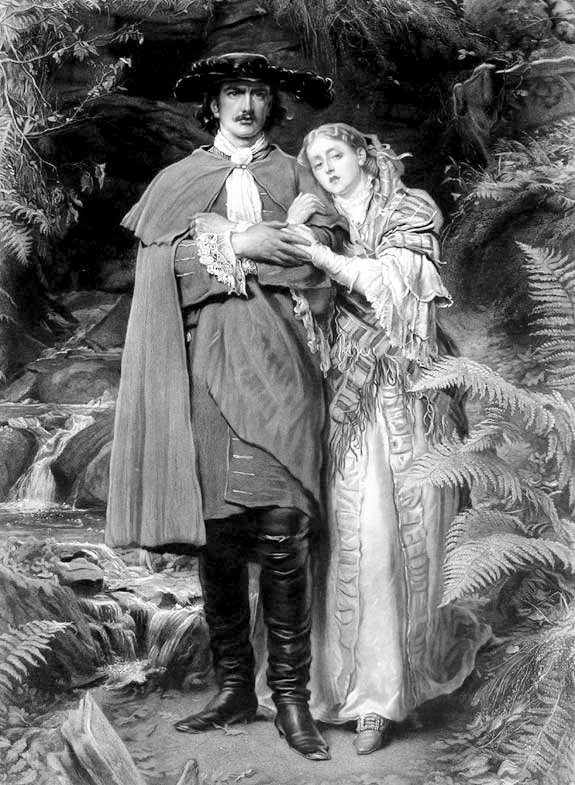
Lucy Ashton and Ravenswood, un'illustrazione di Thomas Oldham Barlow per il romanzo di Scott

Il compositore partecipava a tutte le fasi dell'elaborazione dei testi. Donizetti, tra i pochissimi compositori in grado di scriversi da solo un libretto intero – lo fece con Le convenienze ed inconvenienze teatrali (1827), Il campanello (1836), Betly, ossia la capanna svizzera (1836) – preferiva lavorare fisicamente a fianco dei suoi librettisti, evitando di comunicare tramite lettere, risparmiando tempo e permettendo una maggiore libertà di discussione con il contatto diretto. Partecipava attivamente alla stesura del testo, collaborando in prima persona; almeno in qualche caso i suoi interventi sono tali che meriterebbe di figurare come secondo librettista.
Nello specifico, per quanto riguarda i versi di Lucia, molte sono le modifiche che Donizetti ha apportato al libretto originario di Salvatore Cammarano; “sono tagli, variazioni, o sostituzioni di alcune parole che egli ha effettuato nel momento della composizione, e, che testimoniano l'intervento del compositore sul testo poetico, allo scopo di renderlo più fluido in funzione al canto, per addolcirlo con l'utilizzo di accostamenti eufonici, o con la scelta di sinonimi che ammorbidiscono suoni forti o duri”.
Esistono quindi molte decine di differenze tra il libretto a stampa e il testo che si sente cantare in teatro. Di seguito alcuni esempi:
1. Parte prima, scena prima: il coro introduttivo canta dalla partitura splenderà l'esecrabile vero, che sostituisce fia che splenda il terribile vero del libretto.
2. Prima parte, scena seconda: nel recitativo tra Raimondo e Normanno nel libretto c'è scritto Ah! rispettiam quel core, che per troppo dolor non sente amore, sostituito in musica da: Rispettiamo un core, / che trafitto dal duol schivo è d'amore.
3. Parte prima, scena seconda: nella cavatina Enrico esclama de' miei destini impallidì la stella laddove nel libretto è scritto del mio destino si ottenebra la stella e ancora canta solleva in fronte il crin invece di mi drizza in fronte il crin concludendo con la parola destin invece di dolor.
4. Parte prima, scena terza: il coro nel pertichino del tempo di mezzo descrive Edgardo dalla penna di Donizetti, che sostituisce il verso un uom pallido e tacente con in silenzio un uom pallente. Più avanti, Normanno e il coro rispondono a Enrico: ti raffrena, il nuovo albore/ ei da te fuggir non può mentre sul libretto era scritto quell'indegno al nuovo albore/ l'ira tua fuggir non può.
5. Parte prima, scena quarta: anche nella cavatina di Lucia, Regnava nel silenzio ci sono molti piccoli interventi di Donizetti. Troviamo poi rapida sgombrò del libretto, sostituito da poi ratta dileguò e, per rendere più incisivo il momento in cui Lucia vede il fantasma e Alice si spaventa, esclamando O Dio anziché O ciel.
6. Parte prima, scena quinta: il verso del libretto di mia stirpe il reo persecutore ancor pago non è nello spartito lo troviamo cambiato in di mia stirpe il reo persecutor, de' mali miei ancor pago non è mentre nella seconda parte del duetto Lucia ed Edgardo piangono una amara lagrima invece della mesta prescritta dal libretto. Interventi di cesello eppure significativi anche nel recitativo tra Lucia ed Edgardo, nel parlare della partenza; Donizetti sostituisce ei mi abborre con egli m'odia .
7. Parte seconda, atto primo, scena terza: Raimondo attacca l'aria con Ah! cedi, cedi anziché Deh! t'arrendi e canta oh, qual nube hai dissipata invece di disgombrata.
8. Parte seconda, atto primo, finale: Enrico canta chi raffrena e non chi rattiene; nella stretta, Raimondo canta rispettate in me di Dio la tremenda maestà anziché rispettate, o voi, di Dio la tremenda maestà. Enrico canta sconsigliato in queste porte chi ti guida? invece di Ravenswood in queste porte chi ti guida? e segue Raimondo con Ah, questo amor funesto obblia invece di questo amor per sempre obblia.
9. Parte seconda, atto primo, scena prima e seconda: Edgardo inizia il suo recitativo con imperversate, o fulmini.. sconvolto sia l'ordine di natura invece di imperversate o turbini… sconvolto sia l'ordine delle cose del libretto. Alla fine Edgardo ed Enrico cantano o sole più ratto a sorger t'appresta e non più rapido e poco dopo, con quella rischiara l'orribile gara al posto di così tu rischiara l'orribile gara.
10. Parte seconda, atto secondo, scena quinta: la risposta del coro, di Raimondo, e di Alisa secondo Cammarano sarebbe dovuta essere ambi in sì crudo stato! Di lei, Signor pietà, mentre Donizetti fa cantare loro in sì tremendo stato, di lei, Signor, pietà.
11. Parte seconda, atto secondo, scena quinta: l'inizio della cabaletta di Lucia secondo il libretto avrebbe dovuto essere Spargi di qualche pianto invece del celeberrimo - e donizettiano - Spargi d'amaro pianto.
12. Parte seconda, atto secondo, scena settima: Edgardo avrebbe dovuto dire, secondo Cammarano, di liete faci ancor splende il castello ma Donizetti scrive di faci tuttavia splende il castello.

## La prima rappresentazione a Parigi e la versione in lingua francese
Furono due i debutti sui palcoscenici parigini del capolavoro di Donizetti, il primo in lingua italiana, nel 1837, il secondo poco più di un anno e mezzo dopo, nel 1839, in una versione rielaborata musicalmente per l'occasione e in lingua francese.
Come tutti i compositori del periodo, Donizetti cercava insistentemente di ottenere ingaggi dai teatri d'Oltralpe, che potevano assicurargli una carriera internazionale. I cantanti che gli erano amici, il suo agente Accursi e il banchiere de Coussy erano tutte figure impegnate nella sua promozione in Francia, dalla quale – peraltro – anche tutti loro erano pronti a ricavare benefici considerevoli. A spalancargli le porte di Parigi non furono però costoro, ma il puro e semplice successo di Lucia di Lammermoor. Eseguita al Thèâtre-Italien sulla scia degli esiti nella Penisola il 12 dicembre 1837, con Fanny Tacchinardi anch'essa al suo debutto in quella città e Rubini nel ruolo di Edgardo, la serata fu un tale trionfo da garantire al compositore l'inizio della tanto agognata nuova fase della sua carriera.
La versione francese, Lucie de Lammermoor, vide invece la luce su commissione di Anténor Joly, un impresario che gestiva un teatro privato, il Théâtre de la Renaissance. Joly riunì una compagnia di cantanti, un'orchestra, e affidò a Donizetti la revisione dell'opera - modificata e riadattata in base alle scarse risorse economiche e alla piccola compagnia a disposizione – su una versione ritmica francese integrata da alcune varianti, predisposta dai librettisti Alphonse Royer e Gustave Vaëz. C'è da notare che il compositore non aveva molta fiducia nei mezzi messi a sua disposizione, visto che in una lettera definì la compagnia come formata da juvenes et cani. Nonostante le riserve, Lucie de Lammermoor debuttò il 6 agosto del 1839: la data è accertata, anche se sul libretto originale è erroneamente riportato il 10 agosto come data della prima.
Questo il resoconto della serata che Donizetti fece all'amico napoletano Tommaso Persico in una lettera:
La versione francese si conquistò comunque un posto anche nel più importante e più famoso teatro di Parigi, anche se fu necessario aspettare qualche anno: il 20 febbraio 1846 debuttò all'Opéra, con Maria Dolores Nau e Gilbert Duprez nei ruoli di Lucie e Edgard.
I cambiamenti della Lucie de Lammermoor rispetto alla versione italiana sono molti. In primo luogo è suddivisa in tre atti (e non in due parti a loro volta suddivisi in atti), ma con una scansione molto diversa rispetto al manoscritto originale. C'è da notare che Donizetti per la versione francese di Lucia non soltanto non compose niente di nuovo - se non poche battute e qualche recitativo -, ma piuttosto si concentrò su un lavoro di forbici, per adattare l'opera a una compagnia di forze e capacità limitate. Per quanto riguarda l'articolazione di ciascuna scena le differenze si notano sin dalla prima, nella quale ci si sofferma maggiormente sugli antefatti della vicenda.
I recitativi che presentano Henry sono riscritti, e Arthur entra non appena termina la cabaletta di quest'ultimo.
Nella scena di entrata di Lucie, risalta l'assenza dell'intervento solistico dell'arpa. Inoltre, accogliendo la scelta di Fanny Tacchinardi che spesso sostituiva la cavatina di Lucia con l'aria di Rosmonda dalla Rosmonda d'Inghilterra, Donizetti qui sostituisce definitivamente Regnava nel silenzio e la cabaletta successiva, Quando rapito in estasi, con l'aria e la cabaletta di Rosmonda, che tradotte diventano Que n'avons nous des ailes e Toi par qui mon cœur rayonne, e sono prive di tempo di mezzo. Manca inoltre il personaggio di Alisa, sostituito da quello di Gilbert, che esce di scena prima dell'aria e della cabaletta di Lucie, dopo averle promesso di vegliare su di lei in cambio di un borsellino. Gilbert prende il posto di Alisa anche nel Sestetto del secondo atto. Nuovo è il recitativo, che serve a rivelare la falsità di Gilbert, precedente il duetto Henry-Lucie, e scompare la scena fra Raimond e Lucie.
Anche nel terzo atto si evidenzia una notevole riduzione delle scene. Comincia con il coro, cui segue l'ingresso di Edgard in casa di Asthon e il lancio della sfida. Al duetto fa seguito, in uno schema circolare, un'altra entrata del coro nuziale. Giunge Raimond con la notizia del tragico esito delle nozze, e il fatto è riassunto in appena otto battute. Il recitativo che precede la scena della pazzia è abbreviato, con l'omissione del tempo di mezzo, ma le arie restano le stesse, a parte un taglio corposo che precede la cabaletta. Anche se l'edizione Ricordi del 1837 pubblica questa scena in tonalità di Mib maggiore, Donizetti nella versione francese ottenne di stamparla nella tonalità originale di Fa maggiore. Analoga situazione riguarda il duetto di Lucie e Henry che apre il secondo atto, che da Sol maggiore torna al La maggiore dell'autografo.

## La drammaturgia dell'opera
Nell'Ottocento la struttura delle opere liriche seguiva convenzioni condivise che regolavano il susseguirsi degli accadimenti lungo gli atti, e la scansione della parte vocale dell'opera in numeri chiusi (arie, duetti, finali…). Di norma, seguendo il modello del melodramma italiano del periodo, gli atti potevano essere da due fino a quattro, e in essi la vicenda partiva con i suoi antefatti, culminava nell'azione, infine precipitava negli effetti, ed è proprio per questo che nell'ultima parte era inserita la catastrofe, cui tendeva tutto il racconto. I numeri chiusi, a loro volta, si articolavano in sezioni cinetiche (scena, tempo d'attacco, tempo di mezzo) oppure di sezioni statiche (aria, cabaletta, stretta). Nelle sezioni cinetiche, la vicenda narrata procedeva, e il tempo rappresentato effettivamente coincideva con il tempo necessario per lo svolgimento reale della vicenda. Nelle sezioni statiche mancava la coincidenza di queste due temporalità; erano dedicate al pensiero, alle emozioni introspettive dei personaggi.
La prima parte della Lucia di Lammermoor si segnala per una particolare scelta drammaturgica. Nelle sezioni statiche, come sempre, i tre personaggi principali commentano internamente la vicenda e forniscono, quindi, una spiegazione di ciò che accade in scena, vedi il cantabile e la cabaletta dell'aria di Enrico Cruda funesta smania e La pietade in suo favore e la cabaletta della cavatina di Lucia Quando rapito in estasi, il duetto Verranno a te sull'aure tra Lucia ed Edgardo. Invece i momenti cinetici sono deputati interamente alla reminiscenza di eventi passati: in altre parole, non sono agiti fatti presenti, ma si raccontano vicende già accadute. Caso emblematico è il recitativo Quella fonte mai, dove Lucia racconta alla dama di compagnia Alisa di avere avuto la visione del fantasma. In Regnava nel silenzio, l'aria che segue, Lucia continua il suo racconto, arricchendolo di dettagli al fine di trasportare l'accaduto nel tempo presente, e consentire ad Alisa (e al pubblico) di viverlo attraverso le sue parole. In quest'aria, la dinamicità è nella mente di Lucia: essa rivive l'accaduto mostrandolo ad Alisa e rende il momento dinamico per tutti coloro che ascoltano, poiché li mette in condizione immedesimarsi e vivere il fatto narrato. Pochi gli accadimenti effettivi dell'atto di esordio – la scoperta da parte di Enrico dell'amore tra Lucia ed Edgardo, lo scambio degli anelli tra i due innamorati – e l'unico gesto che potrebbe avere effetti sulla trama, la decisione di Edgardo di chiedere la mano di Lucia a Enrico, è un'intenzione che non si concreta per volontà della stessa protagonista.
Nel corso della seconda parte dell'opera – a parte il momento di raccordo a inizio d'atto, in cui Normanno e Enrico parlano del matrimonio combinato e degli stratagemmi messi in atto per fare credere a Lucia che Edgardo l'abbia dimenticata – le azioni si susseguono invece freneticamente. Il duetto fra Lucia ed Enrico Il pallor funesto, orrendo è il momento nel quale avviene il passaggio dal tempo diegetico della prima parte dell'opera al tempo mimetico, presente in questa seconda parte.
Donizetti e Cammarano si servono, di norma, di tre espedienti per attuare questo passaggio: eliminano il racconto a favore dell'azione (ed è sintomatico il moltiplicarsi delle didascalie che nel libretto indicano cosa fare). Poi dilatano le sezioni cinetiche (scene, tempi d'attacco, tempi di mezzo): se nei tempi di mezzo della prima parte l'azione non procede – si veda, nel duetto fra Edgardo e Lucia, Ei mi abborre -, nella seconda parte essi sono fondamentali per lo sviluppo della vicenda – si veda fra Lucia ed Enrico La pietade è tarda ormai. Infine, intervengono anche sulle sezioni liriche (arie e cabalette) attraverso il semplice rivolgersi, da parte del personaggio impegnato nel numero chiuso, a un altro. Un esempio è la cabaletta del duetto fra Enrico e Lucia Se tradirmi tu potrai, durante la quale Enrico parla direttamente alla sorella alternando minacce e commiserazioni. È questo il momento in cui si raggiunge il climax, il culmine drammatico dell'opera: Lucia è spinta a sposare Arturo. Con il concertato Chi raffrena il mio furore l'azione si ferma di nuovo: la firma del contratto di matrimonio tra Arturo e Lucia marca in punto di non ritorno, segnalato dal grandioso momento d'insieme con le reazioni dilatate di tutti i personaggi in gioco, i cui i destini qui si congiungono e precipitano.

Toti Dal Monte, una celebre Lucia

Nell'atto finale vi è moltissima azione ma – a differenza di quanto avveniva nell'atto precedente – torna a essere raccontata. Se nell'atto iniziale predominava il tempo diegetico, che nell'atto centrale dell'opera cedeva il passo a quello mimetico, qui i due tempi si compenetrano. L'azione si svolge fuori scena, è determinata da una forza potente e soprannaturale, il destino, dunque non può che essere raccontata in quanto l'uomo perde la possibilità di governare la vicenda. Avviene questo nella scena settima del secondo atto, quando Edgardo intona Di liete faci ancora. Qui Edgardo e gli spettatori hanno due visioni diverse, perché Edgardo immagina il tradimento di Lucia che gli spettatori sanno non essere avvenuto in quanto il destino ha deciso altrimenti.
Tuttavia una totale confluenza dei due tempi si ha soltanto nell'aria della pazzia: sotto il profilo dell'azione fisica non accade nulla, la scena è raccontata, e prima ancora che compaia la protagonista, tutti conoscono lo stato in cui si trova. Lucia vaneggia, confonde desideri e realtà, mischia passato e presente sia nei tempi verbali utilizzati, sia nelle reminiscenze musicali di eventi trascorsi. La scena rimanda musicalmente alla cavatina iniziale, che a sua volta rimanda all'incontro con il fantasma: questa catena di rimandi consente di capire che il destino della poveretta era segnato, che quanto accaduto per decisione umana non era altro che la maniera di compierlo. Perno drammaturgico dell'opera, la grande “scena di pazzia” è intenzionalmente alterata da Donizetti nei rapporti tra le parti: la scena Il dolce suono è più lunga dell'aria Ardon gli incensi, la cadenza raggiunge la lunghezza dell'aria che la precede, e la cabaletta si presenta in tempo Moderato e con dimensioni più che dilatate.
Il destino degli innamorati infelici si compie attraverso la morte che invade la scena con il suicidio di Edgardo. Il tenore - dopo avere cantato Tu che a Dio spiegasti l'ali - trae rapidamente un pugnale e se lo immerge nel cuore, come nel libretto recita la didascalia della scena ultima. Donizetti qui, oltre a dilatare significativamente la cabaletta e a rallentarne il tempo – esattamente come nella grande scena di Lucia – altera significativamente la convenzionalità del numero chiuso dell'aria, inserendovi un'azione proprio a metà: a questo punto – difficile cantare con un pugnale nel petto – utilizza un espediente molto efficace affidando la ripresa a due violoncelli, che pongono in musica gli ultimi sospiri dell'uomo agonizzante.
La scelta di concludere l'opera con la morte di Edgardo ne sancisce lo status di eroe romantico. È un vinto e un perseguitato che non abbandona mai fierezza, dignità, speranza, passione, neppure negli ultimi istanti della sua vita. La scelta di morire è vissuta come un gesto supremo d'amore, la sola possibilità che gli resta per congiungersi finalmente a Lucia: Se divisi fummo in terra/ Ne congiunga il Nume in ciel.

## La simbologia strumentale
In Lucia di Lammermoor Donizetti coniuga colore strumentale, andamento melodico, gioco tonale e ritmico, con una maestria tale da creare una sorta di "libretto musicale" complementare, rafforzativo e anticipatorio del testo di Cammarano. Prova di ciò sono le scelte timbriche: l'opera inizia con le percussioni, timpani che scandiscono cupi rintocchi di una marcia funebre, schema ritmico che verrà più volte ripreso durante tutta l'opera, anticipando gli eventi drammaturgici.
La prima frase melodica è affidata ai corni, metafora di guerra, e tende a chiudersi disegnando una parabola sonora discendente. Interessante è la graduale e progressiva entrata di strumenti (flauto, oboe, clarinetto) che termina con l'improvviso fremito degli archi (misura 39 della partitura) dal quale si staglia il cadenzato solitario della tromba. Questi elementi simboleggiano, rispettivamente, gli stati d'animo dei tre protagonisti: la sofferenza di Lucia, il furore di Enrico e gli slanci di Edgardo.
Un'arpa introduce l'ingresso di Lucia, descrivendola come una figura virginea e angelica. Allo stesso tempo, tuttavia, la sua struttura ornamentata lascia presagire un dramma carico di patetismo, tutto imperniato sui sentimenti più intensi della donna.
Nel duetto "Verranno a te sull'aure" (fu una canzone di zampognari che lo ispirò a Donizetti) il raddoppio della melodia nei violini sembra volere fondere il cuore del compositore con quello dei due amanti. Nella seconda parte, invece, l'ingresso di Lucia – senza parole - è sottolineato da frasi spezzate ed eloquenti affidate all'oboe, che si perdono nel fremito dell'orchestra subito evocato all'accenno al matrimonio. Seguono i corni che introducono, stavolta sul grave pizzicato degli archi, un'atmosfera più funesta.
I corni assumono una connotazione diversa dopo l'entrata di Edgardo nella scena IV dell'atto primo (nelle battute immediatamente precedenti il Sestetto): nonostante le accentuazioni eroiche, spicca il languore del cromatismo nel quale è musicalmente riconoscibile il personaggio di Edgardo.
Nella scena della pazzia, emblema della pietas donizettiana, non è più l'arpa ad accompagnare Lucia, bensì il flauto, raddoppiato dalla glassarmonica, strumento deprivato di timbro: in questo modo il compositore porta alla massima esaltazione la psicologia dell'infelice rendendo l'irrealtà sonora lo specchio dell'irrealtà del delirio.
Nell'ultima, drammatica scena, è il timbro del violoncello a cantare la melodia al posto di Edgardo nella ripresa della cabaletta, dando voce alla speranza della consolazione ultraterrena che pervade l'animo distrutto dell'innamorato fedele sino alla morte.

## Lucia di LammermoorinMadame Bovary
Nella seconda parte di Madame Bovary di Gustave Flaubert, il capitolo XV è pressoché interamente dedicato a una rappresentazione di Lucia di Lammermoor cui Emma Bovary assiste a Rouen. Rouen, intanto, è una delle città nelle quali i biografi dello scrittore francese hanno supposto che questi potesse avere assistito a una rappresentazione dell'opera, forse nel 1840; ma si è anche dubitato che l'avesse proprio vista. L'autore, tuttavia, nel 1850 cita una rappresentazione tenutasi a Costantinopoli.
Durante la rappresentazione, l'attenzione di Emma viene meno proprio nel momento della scena della pazzia, vuoi perché attirata dalla inattesa presenza di Léon, vuoi come metafora del gusto della prima metà dell'Ottocento che considerava questa scena meno suggestiva di altre.
A una attenta analisi, tuttavia, non può sfuggire il simbolismo che accomuna il romanzo naturalista all'opera donizettiana, specialmente alla scena della pazzia.
Come Emma è il simbolo di un disagio che cova nel seno della borghesia francese, riflettendo un'insoddisfazione tipica della seconda metà del XIX secolo, così in Lucia la presenza dello strumento solista rappresenta la sovrapposizione di realtà e pensiero in uno stato di completa deriva fisica e psicologica.
Notevole è anche il fatto che la personalità di entrambe le donne sia riassumibile nella frase «c'è sempre un desiderio che trascina, e una convenienza che trattiene».

## Altre citazioni letterarie
- In Monteriano (Where Angels Fear to Tread), di E. M. Forster, i personaggi assistono all'opera; questa simboleggia l'intrusione degli stranieri in Italia, essendo una storia scozzese musicata da un italiano[89]. Forster raccontò di avere visto l'opera in Italia, interpretata da una delle ancora non famose sorelle Tetrazzini[90], quando era molto giovane; nel suo romanzo disse di avere inserito l'opera e la cantante[91].
- L'opera di Donizetti è stata associata da molti critici ad Anna Karenina, di Lev Tolstoj, che viene comunemente citato con Flaubert come uno degli scrittori che vi fecero riferimento[92]. In realtà Tolstoj non cita mai né l'opera, né Donizetti, limitandosi a richiamare solo genericamente un'opera, una scena di pazzia e una cavatina[93]; l'autore russo la nomina invece espressamente nel capitolo V di Al'bèrt, racconto del 1858 in cui fa dire al protagonista che anche nella musica "nuova" (per il tempo) ci sono "straordinarie bellezze" come La sonnambula di Bellini, il finale di Lucia e Chopin (oltre a un non meglio identificato Robert). In Anna Karenina Tolstoj fa apparire invece Adelina Patti, "la Patti", che fu sì nota per la sua Lucia, ma anche per la Sonnambula[93].

## Brani celebri

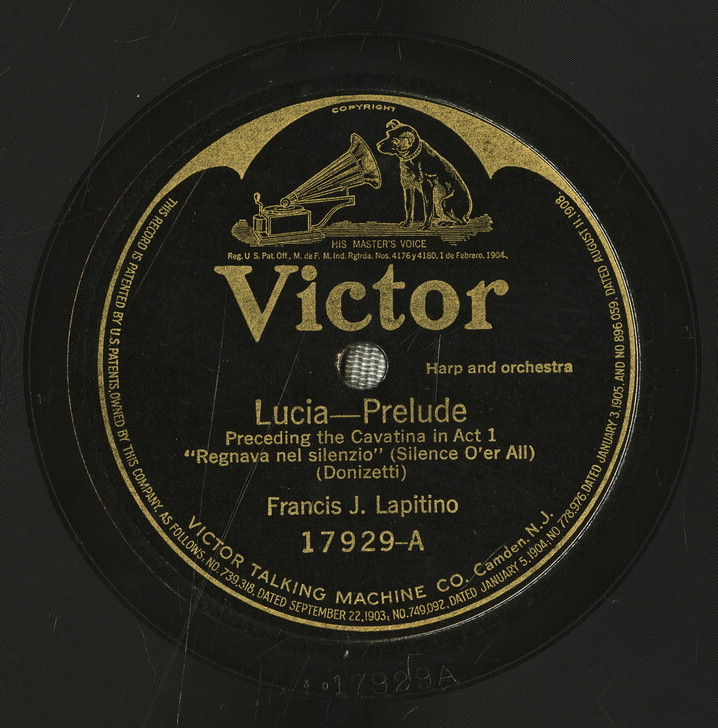
Un'incisione di Francis J. Lapitino (arrangiatore e xilofonista del primo Novecento): trascrizione de Regnava nel silenzio

- Cruda, funesta smania, cavatina di Enrico e duetto (Parte prima, atto unico)
- Regnava nel silenzio, cavatina di Lucia (Parte prima, atto unico)
- Verranno a te sull'aure, duetto di Lucia ed Edgardo (Parte prima, atto unico)
- Soffriva nel pianto...languìa nel dolore, duetto di Lucia ed Enrico (Parte seconda, atto I)
- Per te d'immenso giubilo, coro nuziale (Parte seconda, atto I)
- Chi mi frena in tal momento?, quartetto di Edgardo, Enrico, Lucia e Raimondo (Parte seconda, atto I)
- Dalle stanze ove Lucia, aria di Raimondo (Parte seconda, atto II)
- Il dolce suono mi colpì di sua voce, scena ed aria di Lucia (Parte II, atto II - scena della pazzia)
- Tombe degli avi miei, recitativo e cantabile di Edgardo (Parte seconda, atto II)
- Tu che a Dio spiegasti l'ali, aria finale di Edgardo (Parte seconda, atto II)

## Trasposizioni cinematografiche
- Lucia di Lammermoor, film-opera diretto da Piero Ballerini (1946)
- Lucia di Lammermoor, film-opera diretto da Mario Lanfranchi per la Rai (1959)
- Lucia di Lammermoor, film-opera diretto da Mario Lanfranchi (1971)

## Citazioni in film
- Inva Mula-Tchako canta parte della "scena della pazzia" (dall'inizio fino a «T'assidi alquanto») nel film Il quinto elemento.

- In una breve scena del film di Woody Allen Incontrerai l’uomo dei tuoi sogni (2010), i protagonisti Naomi Watts e Antonio Banderas, assistono insieme ad una rappresentazione dell'opera.

## Discografia
| 1929 | Mercedes Capsir, Enzo De Muro Lomanto, Enrico Molinari, Salvatore Baccaloni | Lorenzo Molajoli                       | Columbia/Arkadia    |
| 1939 | Lina Pagliughi, Giovanni Malipiero, Giuseppe Manacchini, Luciano Neroni     | Ugo Tansini                            | Cetra               |
| 1953 | Maria Callas, Giuseppe Di Stefano, Tito Gobbi, Raffaele Arié                | Tullio Serafin                         | EMI                 |
| 1954 | Lily Pons, Richard Tucker, Frank Guarrera, Norman Scott                     | Fausto Cleva                           | Columbia            |
| 1957 | Roberta Peters, Jan Peerce, Philip Maero, Giorgio Tozzi                     | Erich Leinsdorf                        | RCA Victor          |
| 1959 | Maria Callas, Ferruccio Tagliavini, Piero Cappuccilli, Bernard Ladysz       | Tullio Serafin                         | EMI                 |
| 1959 | Renata Scotto, Giuseppe Di Stefano, Ettore Bastianini, Ivo Vinco            | Nino Sanzogno                          | Dischi Ricordi      |
| 1961 | Joan Sutherland, Renato Cioni, Robert Merrill, Cesare Siepi                 | John Pritchard (direttore d'orchestra) | Decca Records       |
| 1965 | Anna Moffo, Carlo Bergonzi, Mario Sereni, Ezio Flagello                     | Georges Prêtre                         | RCA Victor          |
| 1970 | Beverly Sills, Carlo Bergonzi, Piero Cappuccilli, Justino Díaz              | Thomas Schippers                       | Westminster Records |
| 1971 | Joan Sutherland, Luciano Pavarotti, Sherrill Milnes, Nicolaj Ghiaurov       | Richard Bonynge                        | Decca               |
| 1976 | Montserrat Caballé, José Carreras, Vincente Sardinero, Samuel Ramey         | Jesús López-Cobos                      | Philips Records     |
| 1983 | Edita Gruberová, Alfredo Kraus, Renato Bruson, Robert Lloyd                 | Nicola Rescigno                        | EMI                 |
| 1988 | Denia Mazzola, Silvano Carroli, Giuseppe Morino                             | Massimo De Bernart                     | Nuova Era           |
| 1990 | Cheryl Studer, Plácido Domingo, Juan Pons, Samuel Ramey                     | Ion Marin                              | Deutsche Grammophon |
| 1997 | Andrea Rost, Bruce Ford, Anthony Michaels-Moore, Alastair Miles             | Charles Mackerras                      | Sony                |
| 2007 | Desirée Rancatore, Roberto De Biasio, Luca Grassi, Enrico Giuseppe Iori     | Antonino Fogliani                      | Naxos Records       |

## DVD & BLU-RAY parziale
| Anno                      | Cast (Lucia, Edgardo, Enrico, Raimondo)                                  | Direttore             | Etichetta           |
| ------------------------- | ------------------------------------------------------------------------ | --------------------- | ------------------- |
| 1967                      | Renata Scotto, Carlo Bergonzi, Mario Zanasi, Plinio Clabassi             | Bruno Bartoletti      | VAI                 |
| 1971                      | Anna Moffo, Lajos Kozma, Giulio Fioravanti, Paolo Washington             | Carlo Felice Cillario | VAI                 |
| 1982                      | Katia Ricciarelli, José Carreras, Leo Nucci, John Paul Bogart            | Lamberto Gardelli     | Bel Canto Society   |
|                           | Joan Sutherland, Alfredo Kraus, Pablo Elvira, Paul Plishka               | Richard Bonynge       | Pioneer             |
| 1986                      | Luciana Serra, Alfredo Kraus, Giorgio Zancanaro, Boris Martinovich       | Angelo Campori        | Hardy Classics      |
| 1986                      | Joan Sutherland, Richard Greager, Malcolm Donnelly, Clifford Grant       | Richard Bonynge       | Arthaus             |
| 1992                      | Mariella Devia, Vincenzo La Scola, Renato Bruson, Carlo Colombara        | Stefano Ranzani       | Opus Arte           |
| 2002 Versione in francese | Patrizia Ciofi, Roberto Alagna, Ludovic Tézier, Nicholas Cavalier        | Evelino Pidò          | TDK                 |
| 2003                      | Stefania Bonfadelli, Marcelo Álvarez, Roberto Frontali, Mirco Palazzi    | Patrick Fournillier   | TDK                 |
| 2006                      | Desirée Rancatore, Roberto De Biasio, Luca Grassi, Enrico Giuseppe Iori  | Antonino Fogliani     | Dynamic             |
| 2009                      | Anna Jur'evna Netrebko, Piotr Beczała, Marius Kwiecien, Ildar Abdrazakov | Marco Armiliato       | Deutsche Grammophon |